# Reprezentacja Norwegii na Mistrzostwach Świata w Narciarstwie Klasycznym 2009
Reprezentacja Norwegii na Mistrzostwach Świata w Narciarstwie Klasycznym 2009 liczyła 32 sportowców. Reprezentacja ta zdobyła 5 złotych medali, 4 srebrne i 3 brązowe, dzięki czemu zajęła 1. miejsce w klasyfikacji medalowej.

## Medale

### Złote medale
- Biegi narciarskie mężczyzn, sprint techniką dowolną: Ola Vigen Hattestad
- Biegi narciarskie mężczyzn, sprint drużynowy techniką klasyczną: Johan Kjølstad, Ola Vigen Hattestad
- Biegi narciarskie mężczyzn, bieg łączony 30 km: Petter Northug
- Biegi narciarskie mężczyzn, 50 km techniką dowolną: Petter Northug
- Biegi narciarskie mężczyzn, sztafeta 4 × 10 km: Eldar Rønning, Odd-Bjørn Hjelmeset, Tore Ruud Hofstad, Petter Northug

### Srebrne medale
- Biegi narciarskie mężczyzn, sprint techniką dowolną: Johan Kjølstad
- Biegi narciarskie kobiet, bieg łączony 15 km: Kristin Størmer Steira
- Kombinacja norweska, Gundersen HS 100 / 10 km: Jan Schmid
- Skoki narciarskie mężczyzn, duża skocznia drużynowo: Anders Bardal, Tom Hilde, Johan Remen Evensen, Anders Jacobsen

### Brązowe medale
- Kombinacja norweska, HS 134 / 4 × 5 km techniką dowolną: Mikko Kokslien, Petter Tande, Jan Schmid, Magnus Moan
- Skoki narciarskie mężczyzn, duża skocznia indywidualnie: Anders Jacobsen
- Skoki narciarskie kobiet, normalna skocznia indywidualnie: Anette Sagen

## Wyniki

### Biegi narciarskie mężczyzn
Sprint
- Ola Vigen Hattestad - 1. miejsce, złoty medal
- Johan Kjølstad - 2. miejsce, srebrny medal
- John Kristian Dahl - 15. miejsce
- Jens Arne Svartedal - 20. miejsce
- Tor Arne Hetland - 22. miejsce

Sprint drużynowy
- Johan Kjølstad, Ola Vigen Hattestad - 1. miejsce, złoty medal

Bieg na 15 km
- Eldar Rønning - 7. miejsce
- Odd-Bjørn Hjelmeset - 15. miejsce
- Petter Northug - 29. miejsce
- Martin Johnsrud Sundby - 34. miejsce

Bieg na 30 km
- Petter Northug - 1. miejsce, złoty medal
- Tord Asle Gjerdalen - 14. miejsce
- Eldar Rønning - 28. miejsce
- Tore Ruud Hofstad - 34. miejsce

Bieg na 50 km
- Petter Northug - 1. miejsce, złoty medal
- Tord Asle Gjerdalen - 20. miejsce
- Tore Ruud Hofstad - nie wystartował

Sztafeta 4 × 10 km
- Eldar Rønning, Odd-Bjørn Hjelmeset, Tore Ruud Hofstad, Petter Northug - 1. miejsce, złoty medal

### Biegi narciarskie kobiet
Sprint
- Marthe Kristoffersen - 9. miejsce
- Marit Bjørgen - 10. miejsce
- Celine Brun-Lie - 12. miejsce
- Astrid Uhrenholdt Jacobsen - 35. miejsce (odpadła w kwalifikacjach)
- Maiken Caspersen Falla - 40. miejsce (odpadła w kwalifikacjach)

Sprint drużynowy
- Astrid Uhrenholdt Jacobsen, Ingvild Flugstad Østberg - 5. miejsce

Bieg na 10 km
- Kristin Størmer Steira - 6. miejsce
- Therese Johaug - 10. miejsce
- Marit Bjørgen - 16. miejsce
- Astrid Uhrenholdt Jacobsen - 20. miejsce

Bieg na 15 km
- Kristin Størmer Steira - 2. miejsce, srebrny medal
- Therese Johaug - 6. miejsce
- Marit Bjørgen - 19. miejsce
- Astrid Uhrenholdt Jacobsen - 37. miejsce

Bieg na 30 km
- Therese Johaug - 4. miejsce
- Kristin Størmer Steira - 5. miejsce
- Marthe Kristoffersen - 12. miejsce
- Ingvild Flugstad Østberg - 37. miejsce

Sztafeta 4 × 5 km
- Marit Bjørgen, Therese Johaug, Kristin Størmer Steira, Marthe Kristoffersen - 4. miejsce

### Kombinacja norweska
Gundersen HS 134 / 10 km
- Magnus Moan - 5. miejsce
- Jan Schmid - 12. miejsce
- Mikko Kokslien - 13. miejsce
- Petter Tande - 15. miejsce

Start masowy (10 km + 2 serie skoków na skoczni K90)
- Petter Tande - 7. miejsce
- Jan Schmid - 13. miejsce
- Espen Rian - 18. miejsce
- Magnus Moan - 28. miejsce

Gundersen (1 seria skoków na skoczni K90 + 10 km)
- Jan Schmid - 2. miejsce, srebrny medal
- Magnus Moan - 17. miejsce
- Petter Tande - 19. miejsce
- Mikko Kokslien - 25. miejsce

Kombinacja drużynowa
- Mikko Kokslien, Petter Tande, Jan Schmid, Magnus Moan - 3. miejsce, brązowy medal

### Skoki narciarskie mężczyzn
Normalna skocznia indywidualnie HS 100
- Anders Bardal - 12. miejsce
- Tom Hilde - 16. miejsce
- Anders Jacobsen - 17. miejsce
- Johan Remen Evensen - 27. miejsce

Duża skocznia indywidualnie HS 134
- Anders Jacobsen - 3. miejsce, brązowy medal
- Anders Bardal - 5. miejsce
- Tom Hilde - 23. miejsce
- Johan Remen Evensen - 30. miejsce

Duża skocznia drużynowo HS 134
- Anders Bardal, Tom Hilde, Johan Remen Evensen, Anders Jacobsen - 2. miejsce, srebrny medal

### Skoki narciarskie kobiet
Normalna skocznia indywidualnie HS 100
- Anette Sagen - 3. miejsce, brązowy medal
- Line Jahr - 9. miejsce
- Helena Olsson Smeby - 16. miejsce
- Maren Lundby - 22. miejsce